# Schelken Pálma
Schelken Pálma (Erzsébetfalva, 1914. február 21. – Budapest, 2009. március 31.) tudományos kutató, újságíró, tanár.

## Élete
Schelken Pálma Erzsébetfalván született 1914. február 21-én. 1931-ben a Deák téri Evangélikus Leánygimnáziumban érettségizett. Újságíró, tanár szeretett volna lenni, nagy álma volt, hogy a Magyar Rádió munkatársa lehessen. E célja érdekében elsajátította a Radnai-féle gyorsírást is és 1932-ben gyorsírás- és gépírástanári diplomát is  szerzett. A Magyar Rádió munkatársa lett, de a rádiózás mellett gyorsírást tanított, kutatómunkát végzett (Kufstein-kutatás), és még előadásokat is tartott. A háború után a Magyar Rádió munkatársainak nagy részéhez hasonlóan Schelken Pálmát is elbocsátották a rádiótól. 1950-ben az ELTE-n a magyar-német tanári szak mellé orosz orosz nyelv- és irodalom tanári diplomát is szerzett. 1945-48 között a Csepel W. M. Művek Kulturális Osztályán dolgozott, ő szervezte meg és vezette az első szabadegyetemet, majd 1948-1970 között ugyanott iskolát szervezett, oktatott, szerkesztett. 1970-től pedig elsajátítva az előző századokban használt gyorsírásokat is, az azokkal írt feljegyzéseket, értékeket kutatta és fejtette meg.  Nagyrészt Vikár Béla, Kosztolányi Dezső, Tóth Árpád, Somogyváry Gyula, Szabó Lőrinc és mások gyorsírásos hagyatékát próbálta megfejteni. Kosztolányi Dezső, Tóth Árpád és Szabó Lőrinc feleségével halálukig jó barátságban volt. Kívánságukra kezdte el kutatni és megfejteni a költők gyorsírásban maradt, még fellelhető kéziratait.
Közben húsz évi kutatómunkával megfejtette gróf Zichy Jenő harmadik, 1895-ös Kaukázus-Kelet-Ázsiai magyarság kutató expedíciójának gyorsírással írt naplóját is, mely 2000-ben jelent meg. Magyar őstörténeti kutató munkái japán folyóiratokban is megjelentek: Pumpkin (Tokio, 2001.9), Pumpkin (Visual Books, 2005.5).
A kéziratban fennmaradt művek közül válogatta, sajtó alá rendezte Herman Ottó: Arany, Tompa, Petőfi és a népköltés madárvilága című műveit. Tagja volt a Magyar PEN Clubnak is.
2009-ben, 95 éves korában érte a halál.